# Jelendol (Škocjan, Slovenija)
Jelendol je naselje u slovenskoj Općini Škocjanu. Jelendol se nalazi u pokrajini Dolenjskoj i statističkoj regiji Jugoistočnoj Sloveniji. 

## Stanovništvo
Prema popisu stanovništva iz 2002. godine naselje je imalo 34 stanovnika.